# Joseph Wesley
Pour les articles homonymes, voir Wesley.
Joseph Wesley est un écrivain américain de science-fiction.
Il a publié aussi sous les pseudonymes de L. J. Stecher et L. J. Stecher Jr.

## Œuvres

### Nouvelles
- (en) Man in a Sewing Machine, 1956
- (en) Homecoming, 1958
- (en) Man in a Quandary, 1958
- (en) Perfect Answer, 1958
- (en) Garth and the Visitor, 1958
- (en) Upstarts, 1960
- (en) A Matter of Taste, 1961
- (en) An Elephant for the Prinkip, 1960
- (en) Cakewalk to Gloryanna, 1963
- (en) When You Giffle, 1963
- (en) The Diogenes Planet, 1964
- (en) Moonshine, 1967
- La Première et dernière demeure, 1985 ((en) Womb to Tomb, 1969)

### Essais
- (en) Field Weapons Tomorrow, 1965
- (en) Lunar Weapons Tomorrow, 1965
- (en) Short Course In Button Pushing, 1964
- (en) The 1991 Draftee, 1966
- (en) Undersea Weapons Tomorrow, 1965
- (en) What Weapons Tomorrow ?, 1964
- (en) Invasions of Earth, 1980